# 汉娜·克里奇洛
汉娜·克里奇洛（英語：Hannah Critchlow，1980年—）是一位英国分子神经科学家，主要的科普作品有《意识》（Consciousness）等。